# Somjit Jongjohor
Somjit Jongjohor (n. 19 ianuarie 1975, Cho Ho⁠(d), Provincia Nakhon Ratchasima, Thailanda) este un boxer ce a reprezentat Thailanda, medaliat olimpic. A participat la 2 ediții ale Jocurilor Olimpice (2004, 2008) în care a câștigat o medalie de aur.